# Кафуе (національний парк)
Національний парк Кафуе названий на честь річки Кафуе, яка протікає через нього. Національний парк Кафує займає площу 22 400 км2 . Парк Кафуе простягається на три провінції: Північно-Західну, Центральну та Південну. Основний під’їзд здійснюється по дорозі Лусака–Монгу від столиці країни Лусаки до Монгу, яка перетинає парк на північ від його центру.

## Історія
Заповідник Кафуе був створений на початку 1920-х років для боротьби з виснаженням ресурсів дикої природи. Національний парк Кафуе був заснований у 1950-х роках Норманом Карром, впливовим британсько-родезійським природоохоронцем. Створення парку могло стати можливим після того, як у 1924 році британський колоніальний уряд перемістив традиційних власників території, народ Нкоя з Мвене Кабулвебулве, з їхніх традиційних мисливських угідь до району Мумбва на схід. 
У 2021 році лідери народу Nkoya закликали створити нову провінцію в цьому районі, яку вони пропонують назвати провінцією Кафуе. Невдоволення темпами розвитку Центральної провінції та відсутність користі від туризму в парку є одними з причин такого попиту на створення 11-ї провінції в країні.
У лютому 2021 року Департамент національних парків і дикої природи Замбії (DNPW) і Африканські парки ініціювали План пріоритетної підтримки для забезпечення технічної та фінансової підтримки парку протягом 15-місячного періоду. Після успіху цієї процедури уряд Замбії запросив African Parks укласти 20-річну угоду на управління парком Кафуе.

## Середовища існування та флора
Більша частина парку вкрита лісами міомбо, які є відкритими напівлистяними лісами, пристосованими до періодичних лісових пожеж. Вічнозелені ліси з тика та мопана зустрічаються на півдні та в центрі парку.
Великі термітники в лісах містять особливу вічнозелену флору, зокрема молочай і шакалячі ягоди. Ці термітні пагорби можуть бути величезними, їм сотні, деяким навіть тисячі років.  Великі та малі відкриті рівнини знаходяться по всьому парку, часто всіяні невеликими термітниками.
Річка Кафуе зрештою впадає в штучну дамбу Ітежі-Тежі, утворюючи частково водосховище в межах парку.  Важливою водною рослиною є трава Vossia cuspidata, яка утворює в річці вільно плаваючі килимки. А от Aeschynomene elaphroxylon є проблемним бур'яном поблизу озера Ітежі-тежі. Mimosa pigra,ще один інвазивний чагарник, який загрожує місцям, де живуть та гніздяться журавлі.
Рівнини Бусанга на крайньому північному заході – це сезонно затоплені луки вздовж річки Луфупа. 

## Тваринний світ

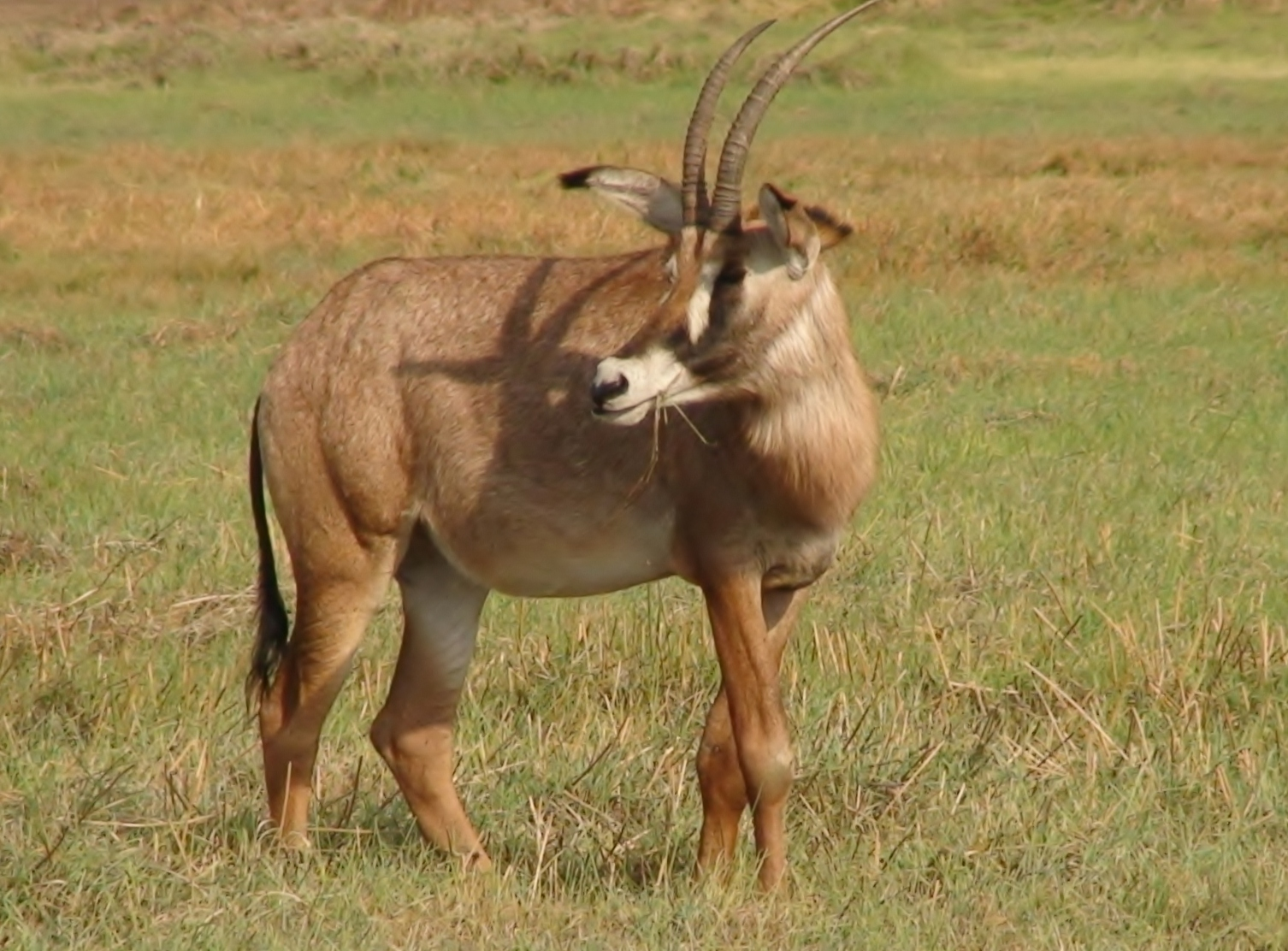
Антилопа Роан в національному парку Кафуе

У національному парку Кафуе мешкає 21 вид антилоп.  Цей широкий асортимент антилоп включає пуку, сітатунгу, червону лехве, блакитного дуйкера, жовтоспинного дуйкера, гризбока Шарпа, орибі, імпалу, чорну антилопу, антилопу шаблерога та гну.
В парку машкає понад 4800 африканських слонів. Інші ссавці включають африканського буйвола, трубкозуба, панголіна, кущову свиню, бородавочника, весняного зайця та куща. 
З 2005 року заповідна територія разом із національним парком Південна Луангва вважається «охороною» левів. У парку мешкає понад 200 левів.  Парк має найбільшу популяцію гепардів у Замбії та здорову популяцію африканських леопардів. Парк є оплотом африканської дикої собаки. Інші м’ясоїдні включають мангуста Селуса, білохвостого мангуста, болотного мангуста, африканську цивету,  борсука медоїна, африканську безкігтеву видру, видру з плямистою шиєю, сервала, каракала та африканського дикого кота. 
Річка Кафуе та її притоки є домом для однієї з найбільших популяцій гіпопотамів і кількох найбільших нільських крокодилів у південній Африці та варанів.

### Птахи
BirdLife International визнала національний парк Кафуе важливою орнітологічною територією. Існує понад 500 зареєстрованих видів птахів.  Барбет Чапліна, єдиний ендемічний птах Замбії, вважається вразливим МСОП.
Болота Бусанга є місцем проживання різноманітних водоплавних птахів. Це одне з небагатьох відомих місць розмноження журавлів.  Також у парку є сірий вінценосний журавель, який перебуває під загрозою зникнення. Крім того, машкають зграї пеліканів, багато видів білих чапель і великі скупчення африканських лелек. Колонії африканських скимерів зустрічаються на піщаних косах головних річок. 

## Інфраструктура
Містечко Нгома на півдні парку є штаб-квартирою, але ця територія разом із рівнинами Нанжіла менш відвідувана, оскільки тут була побудована гребля Ітежі-Тежі. Водосховище перерізало шлях із півночі на південь через парк, тому доводилося об’їжджати за межі парку, щоб проїхати між Нгомою та Чунга. Завершення магістральної дороги знову з’єднує північ і південь парку. 

## Охорона
Національний парк Кафуе отримує додатковий захист, оскільки його оточують дев’ять прилеглих мисливських територій. Тим не менш, браконьєрство та попит на м'ясо диких тварин призвели до зменшення чисельності тварин. У 2018 році команда з шести неурядових організацій працювала разом, щоб запобігти скороченню популяцій тварин через браконьєрство та деградацію середовища існування.  Африканські парки приєдналися до коаліції у 2021 році. План пріоритетної підтримки з африканськими парками та урядом призвів до створення понад 200 робочих місць, покращення заходів захисту та інвестицій в інфраструктуру. Деякі з покращень інфраструктури включали новий правоохоронний центр, ремонт існуючої інфраструктури в Чунга та Нгома, а також ремонт доріг. У 2021 році інвестиції в правоохоронні органи вдвічі перевищили середні показники за 2018–2020 роки.